# Busséol
Busséol är en kommun i departementet Puy-de-Dôme i regionen Auvergne-Rhône-Alpes i centrala Frankrike. Kommunen ligger i kantonen Vic-le-Comte som tillhör arrondissementet Clermont-Ferrand. År 2022 hade Busséol 221 invånare.

## Befolkningsutveckling
Antalet invånare i kommunen Busséol
| Referens: INSEE |